# São Joaninho (Castro Daire)
São Joaninho ist eine Gemeinde (Freguesia) im portugiesischen Kreis Castro Daire. In ihr leben 348 Einwohner (Stand 19. April 2021).